# Juan Bautista Borja
Juan Bautista Borja   (Altea, 3 de febrer de 1970) és un ex-pilot de motociclisme valencià que competí internacionalment durant la dècada de 1990. Fou Campió d'Europa en la categoria de 125 cc l'any 1992.

## Trajectòria
Un cop guanyat el títol europeu, la temporada de 1993 debutà al Campionat del Món, també pilotant una Honda a la categoria 125cc. El 1993 passà a la categoria 250cc i el 1995 a la de 500cc.
A partir del 2000 passà a competir en el Campionat del Món de Superbike.

## Resultats al Mundial de motociclisme
| Any   | Categoria | Equip | Moto       | Curses | Victòria | Podi | Pole | Fast lap | Punts | Posició |
| ----- | --------- | ----- | ---------- | ------ | -------- | ---- | ---- | -------- | ----- | ------- |
| 1992  | 125cc     |       | Honda      | 1      | 0        | 0    | 0    | 0        | -     | -       |
| 1993  | 250cc     |       | Honda      | 11     | 0        | 0    | 0    | 0        | 5     | 29è     |
| 1994  | 250cc     |       | Honda      | 9      | 0        | 0    | 0    | 0        | 5     | 30è     |
| 1995  | 500cc     |       | ROC Yamaha | 13     | 0        | 0    | 0    | 0        | 52    | 12è     |
| 1996  | 500cc     |       | ELF 500    | 14     | 0        | 0    | 0    | 0        | 34    | 14è     |
| 1997  | 500cc     |       | ELF 500    | 14     | 0        | 0    | 0    | 0        | 37    | 17è     |
| 1998  | 500cc     |       | Honda      | 12     | 0        | 0    | 0    | 0        | 3     | 32è     |
| 1999  | 500cc     |       | Honda      | 16     | 0        | 0    | 0    | 0        | 92    | 12è     |
| Total |           |       |            | 90     | 0        | 0    | 0    | 0        | 228   |         |